# پراشناث سلاتورای
پراشناث سلاتورای (به انگلیسی: Prashanth Sellathurai) ژیمناست زادهٔ ۱ اکتبر ۱۹۸۶ میلادی اهل کشور استرالیا است.